# Gouvernement Jørgensen II
 (septembre 2023).
Si vous disposez d'ouvrages ou d'articles de référence ou si vous connaissez des sites web de qualité traitant du thème abordé ici, merci de compléter l'article en donnant les références utiles à sa vérifiabilité et en les liant à la section « Notes et références ».
Royaume de Danemark
Hartling Anker Jørgensen III
Le cabinet Anker Jørgensen II est le gouvernement du royaume de Danemark en fonction du 13 février 1975 au 30 août 1978.
Il est dirigé par le ministre d'État social-démocrate Anker Jørgensen et est formé à la suite des élections législatives danoises de 1975, lors desquelles les Sociaux-démocrates remportent 30 % des suffrages.
Il succède au cabinet Poul Hartling et est suivi du cabinet Anker Jørgensen III.

## Composition

### Initiale
| Fonction                                                    | Titulaire      | Titulaire                                  | Parti |
| ----------------------------------------------------------- | -------------- | ------------------------------------------ | ----- |
| Premier ministre                                            |                | Anker Jørgensen                            | SD    |
| Ministre des Affaires étrangères                            |                | K. B. Andersen                             | SD    |
| Ministre des Finances                                       |                | Knud Heinesen                              | SD    |
| Ministre de l'Économie                                      |                | Per Hækkerup                               | SD    |
| Coopération nordique et des Affaires économiques étrangères |                | Ivar Nørgaard                              | SD    |
| Ministre de l'Éducation                                     |                | Ritt Bjerregaard                           | SD    |
| Ministre de la Culture et des Travaux publics               |                | Niels Matthiasen                           | SD    |
| Ministre du Travail                                         |                | Erling Dinesen (jusqu'au 6 septembre 1976) | SD    |
| Ministre du Travail                                         | Erling Jensen  |                                            | SD    |
| Ministre du Logement                                        |                | Helge Nielsen (jusqu'au 26 janvier 1977)   | SD    |
| Ministre du Logement                                        | Svend Jakobsen |                                            | SD    |
| Ministre du Commerce                                        |                | Erling Jensen (jusqu'au 8 septembre 1976)  | SD    |
| Ministre du Commerce                                        | Per Hækkerup   |                                            | SD    |
| Ministre de la Justice et de la Défense                     |                | Orla Møller                                | SD    |
| Ministre de l'Agriculture et de la Pêche                    |                | Poul Dalsager                              | SD    |
| Ministre de l'Intérieur                                     |                | Egon Jensen                                | SD    |
| Ministre de l'Environnement                                 |                | Helge Nielsen (jusqu'au 26 janvier 1977)   | SD    |
| Ministre de l'Environnement                                 | Svend Jakobsen |                                            | SD    |
| Ministre de la Fiscalité                                    |                | Svend Jakobsen                             | SD    |
| Ministre du Groenland et des Affaires ecclésiastiques       |                | Jørgen Peder Hansen                        | SD    |
| Ministre des Affaires sociales                              |                | Eva Gredal                                 | SD    |

### Remaniement du26 février 1977
- Les nouveaux ministres sont indiqués en gras, ceux ayant changé d'attributions en italique.

| Fonction                                                                                  | Titulaire       | Titulaire                                  | Parti |
| ----------------------------------------------------------------------------------------- | --------------- | ------------------------------------------ | ----- |
| Ministre d'État                                                                           |                 | Anker Jørgensen                            | SD    |
| Ministre des Affaires étrangères                                                          |                 | K. B. Andersen (jusqu'au 1er juillet 1978) | SD    |
| Ministre des Affaires étrangères                                                          | Anker Jørgensen |                                            | SD    |
| Ministre des Finances                                                                     |                 | Knud Heinesen                              | SD    |
| Ministre de l'Économie                                                                    |                 | Per Hækkerup                               | SD    |
| Ministre de la Coopération nordique et des Affaires économiques étrangères et du Commerce |                 | Ivar Nørgaard                              | SD    |
| Ministre de l'Éducation                                                                   |                 | Ritt Bjerregaard                           | SD    |
| Ministre de la Culture et de l'Environnement                                              |                 | Niels Matthiasen                           | SD    |
| Ministre de la Défense                                                                    |                 | Orla Møller (jusqu'au 1er octobre 1977)    | SD    |
| Ministre de la Défense                                                                    | Poul Søgaard    |                                            | SD    |
| Ministre du Travail                                                                       |                 | Erling Jensen (jusqu'au 1er octobre 1977)  | SD    |
| Ministre du Travail                                                                       | Svend Auken     |                                            | SD    |
| Ministre du Logement                                                                      |                 | Ove Hove                                   | SD    |
| Ministre de la Pêche                                                                      |                 | Svend Jakobsen                             | SD    |
| Ministre de la Justice                                                                    |                 | Orla Møller (jusqu'au 1er octobre 1977)    | SD    |
| Ministre de la Justice                                                                    | Erling Jensen   |                                            | SD    |
| Ministre de l'Agriculture                                                                 |                 | Poul Dalsager                              | SD    |
| Ministre de l'Intérieur                                                                   |                 | Egon Jensen                                | SD    |
| Ministre de la Fiscalité                                                                  |                 | Jens Kampmann                              | SD    |
| Ministre du Groenland et des Affaires ecclésiastiques                                     |                 | Jørgen Peder Hansen                        | SD    |
| Ministre des Affaires sociales                                                            |                 | Eva Gredal                                 | SD    |
| Ministre des Travaux publics                                                              |                 | Kjeld Olesen                               | SD    |
| Ministre sans portefeuille chargée des questions de politique étrangère                   |                 | Lise Østergaard                            | SD    |